# Ligne de Beaulieu-le-Coudray à Auneau-Embranchement
La ligne Beaulieu-le-Coudray à Auneau-Embranchement est une ancienne ligne ferroviaire d'Eure-et-Loir reliant Le Coudray à Auneau, aujourd'hui déclassée. Il subsiste toutefois un léger trafic fret sur quelques centaines de mètres depuis le quartier de Beaulieu à Chartres jusqu'au gros dépôt céréalier de Gellainville, et à l'autre extrémité sur environ 1,5 km,  de Auneau-Orléans jusqu'à la gare d'Auneau-ville, permettant la desserte d'un embranchement particulier (EP).
Le numéro officiel de cette voie ferrée est 555000.

## Histoire

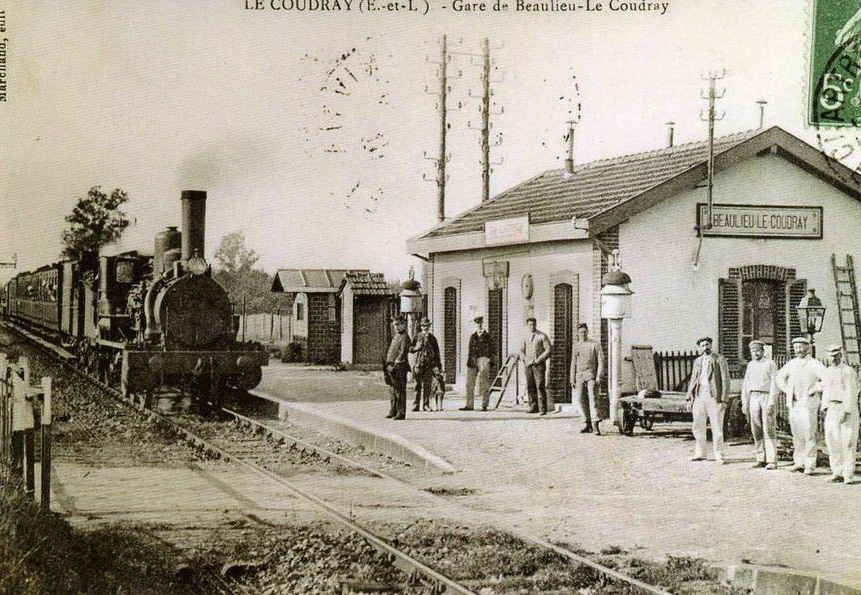
Carte postale « Le Coudray (E-et-L.) - Gare de Beaulieu-Le Coudray ».

La ligne est concédée par une convention, signée le 20 mars 1870, entre le préfet d'Eure-et-Loir et la Compagnie du chemin de fer d'Orléans à Rouen. Cette convention est approuvée par un arrêté du président du conseil le 31 juillet 1871 qui déclare la ligne d'utilité publique à titre d'intérêt local.
Cette ligne a été mise en service le 1er avril 1876 de Beaulieu-le-Coudray à Auneau-Ville, la liaison de Auneau-Ville à Auneau-embranchement ayant été ouverte quelques mois plus tard le 6 janvier 1877.
La ligne est incorporée dans le réseau d'intérêt général par une loi le 18 mai 1878. Cette même loi approuve la convention signée, le 12 juin 1877, entre le syndic de faillite de la Compagnie du chemin de fer d'Orléans à Rouen et l'État pour le rachat de la ligne par ce dernier.
Elle est fermée au trafic voyageurs le 1er aout 1939 et au trafic marchandises sur la section Beaulieu-le-Coudray - Auneau-Ville le 5 juillet 1971.

## Tracé
Les terminus de cette ligne se situent aux bifurcations des lignes :
- de Chartres à Orléans pour la gare de Beaulieu-Le Coudray,
- de Brétigny à La Membrolle-sur-Choisille et d'Étampes à Auneau-Embranchement pour cette dernière gare.

Entre les gares de Beaulieu-le-Coudray et d'Auneau-Embranchement, les arrêts de cette ligne étaient les suivants :
- Nogent-le-Phaye ;
- Houville-la-Branche ;
- Béville-le-Comte ;
- Roinville;
- Auneau-Ville, bifurcation vers la ligne d'Auneau-Ville à Dreux.

## Galerie de photographies

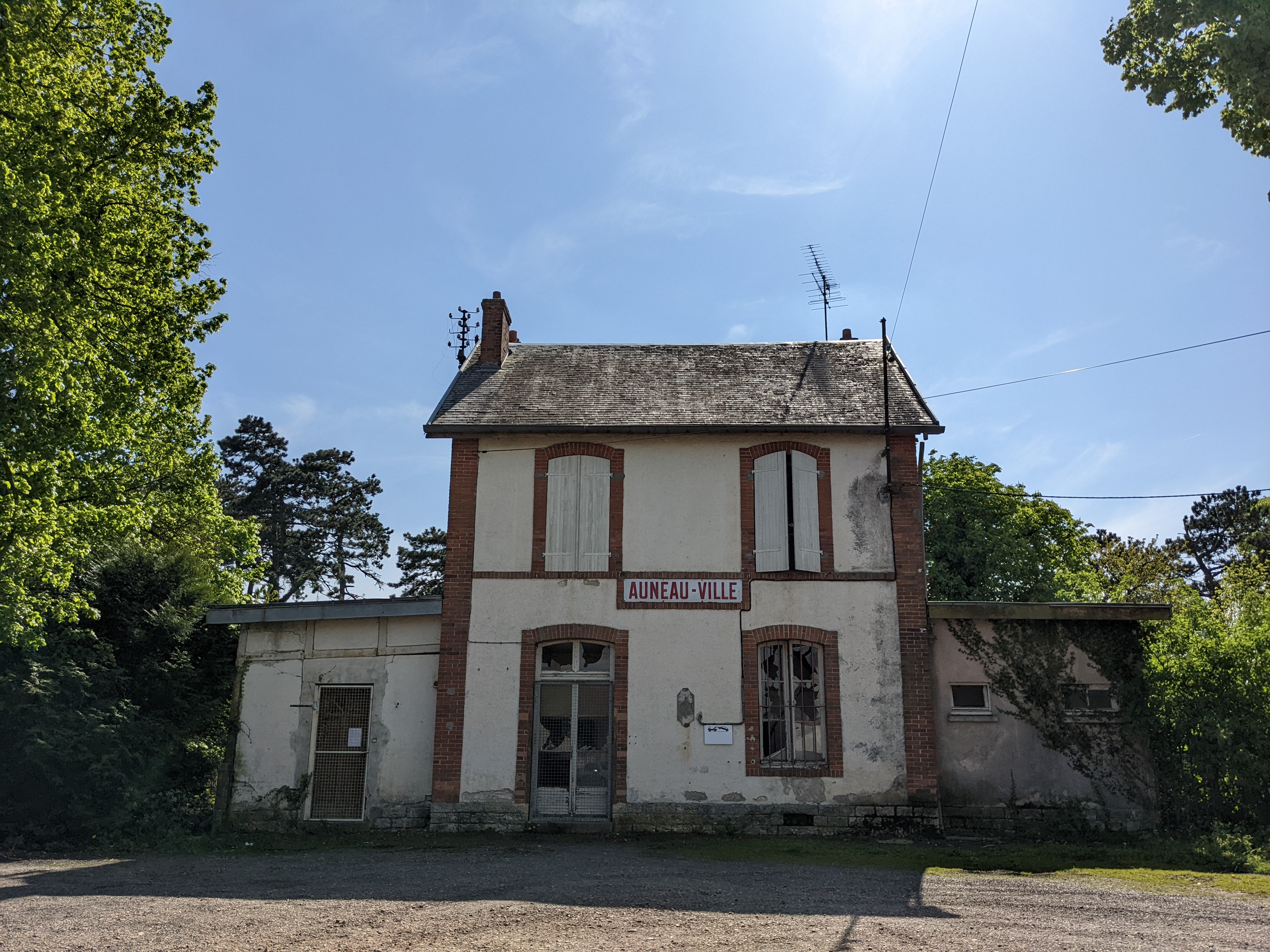
L'ancien bâtiment voyageur d'Auneau-Ville.
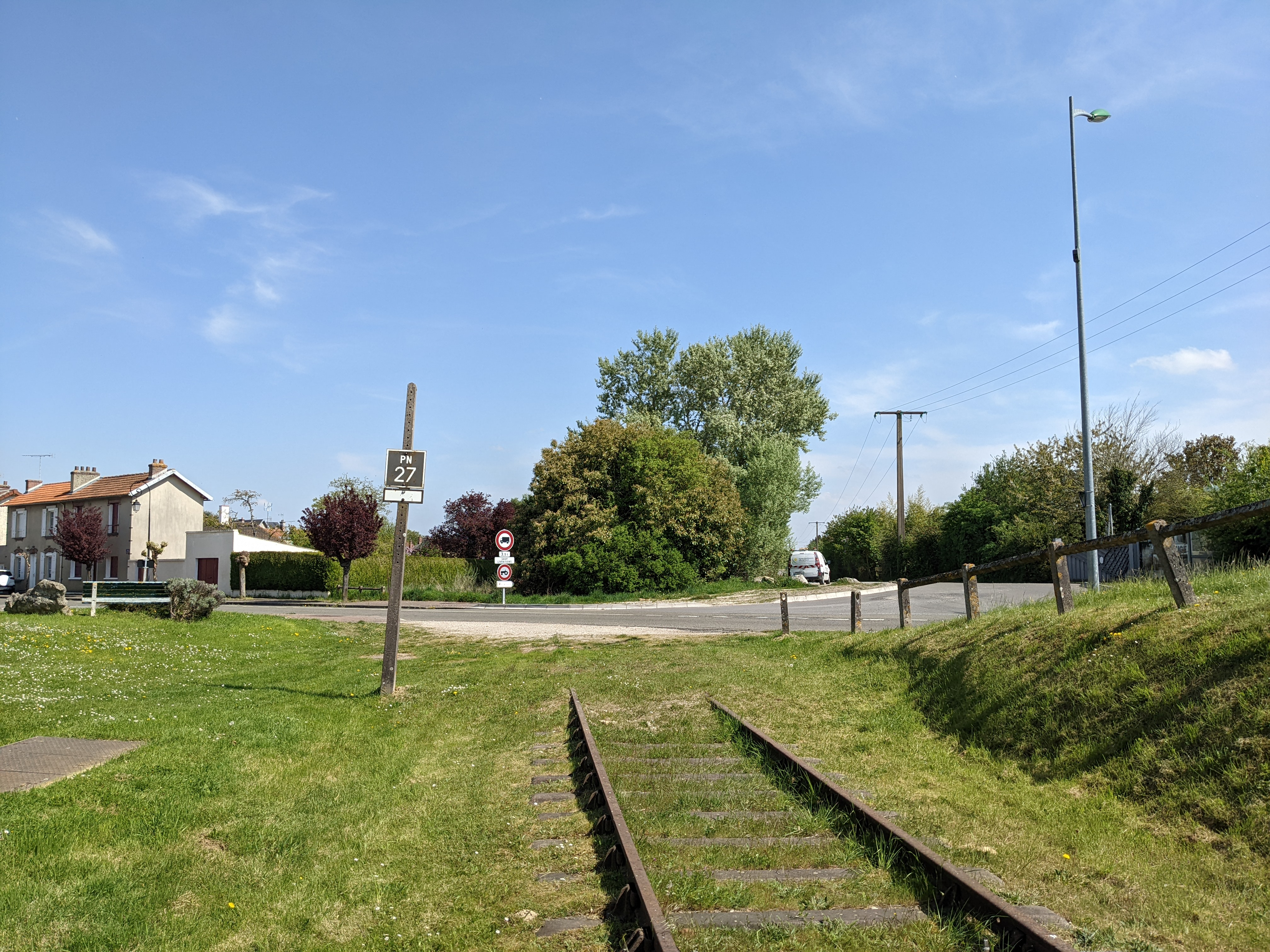
La voie et l'ancien passage du PN27.
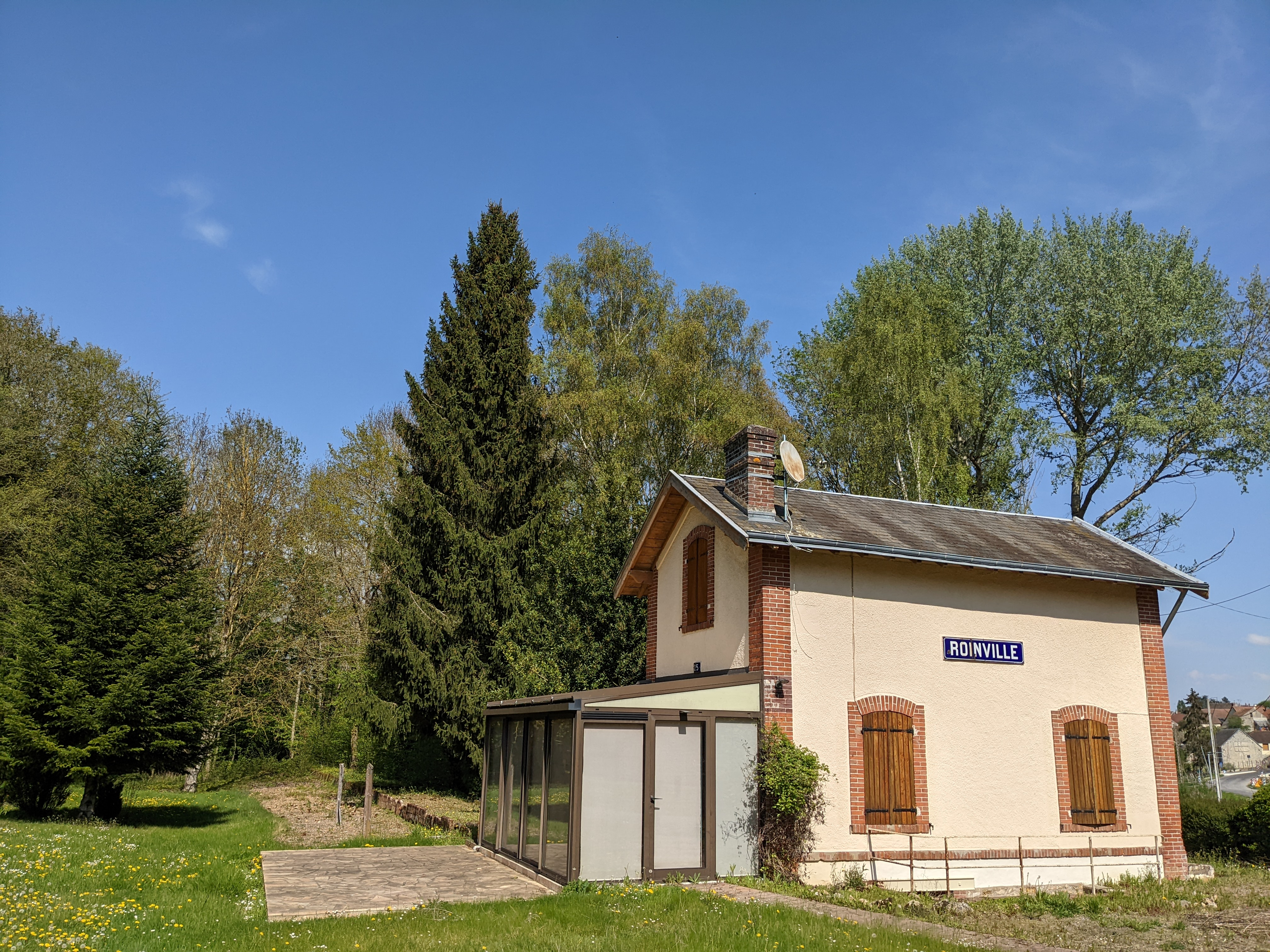
L'ancien bâtiment voyageur de Roinville, près du PN25.
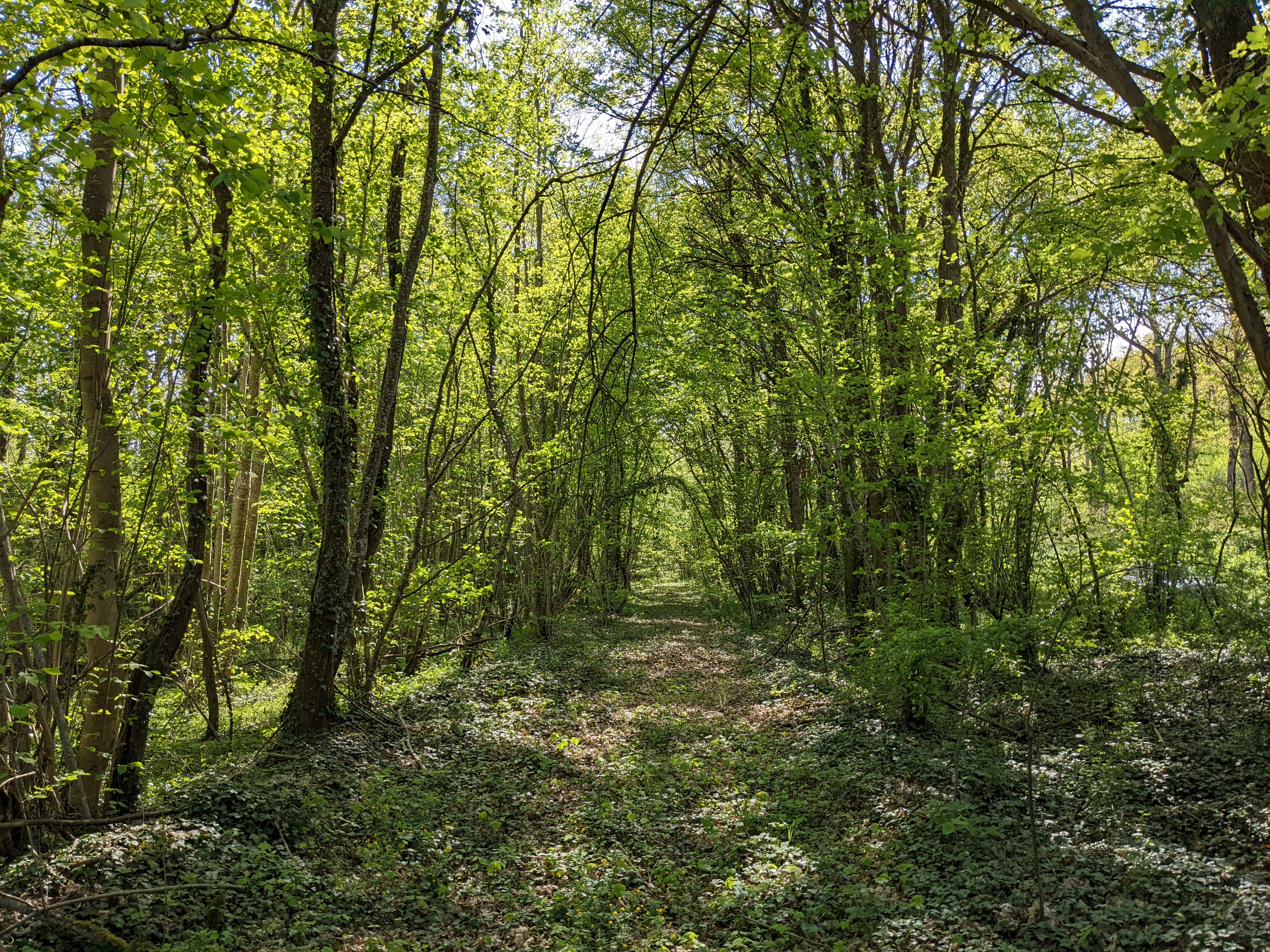
L'ancienne plateforme envahie par la végétation, peu après l'ancien PN25 sur la commune de Roinville.